# Verizon Tennis Challenge 2001
Il Verizon Tennis Challenge 2001 è stato un torneo di tennis giocato sulla terra verde. È stata la 15ª edizione del Verizon Tennis Challenge che fa parte della categoria International Series nell'ambito dell'ATP Tour 2001. Si è giocato ad Atlanta negli USA dal 23 al 29 aprile 2001.

## Campioni

### Singolare
Andy Roddick ha battuto in finale  Xavier Malisse con il punteggio di 6–2, 6–4

### Doppio
Mahesh Bhupathi /  Leander Paes hanno battuto in finale  Rick Leach /  David Macpherson con il punteggio di 6–3 7–6(7)